# مگنولیا فریزر
مگنولیا فریزر (نام علمی: Magnolia fraseri) نام یک گونه از سرده ماگنولیا است.